# دانیار کوبونوف
دانیار کوبونوف (انگلیسی: Daniar Kobonov؛ زادهٔ ۸ سپتامبر ۱۹۸۲) کشتی‌گیر فرنگی اهل قرقیزستان است.